# Di Gi Charat
Di Gi Charat (デ・ジ･キャラット,) é uma série de anime e mangá por Koge-Donbo. A personagem-título é uma nobre alienígena de dez anos que chega do espaço para Akihabara, Tóquio querendo se tornar um ídolo da música popular, mas acaba por trabalhar em uma conhecida loja chamada Gamers.
O anime foi lançado pela Madhouse (Broccoli) no Japão, e distribuído por Synch-Point nos Estados Unidos. Uma versão dublada em português da temporada Di Gi Charat Nyo foi exibida no Brasil pelo canal Animax. Originalmente os personagens e o anime foram criados como publicidade das lojas Gamers, voltadas a anime e mercadoria relacionada.

## Origem
Os personagens de Di Gi Charat e Gema apareceram pela primeira vez em julho de 1998, na revista promocional da loja Akihabara chamada For Gamers. Em agosto desse ano, ambos apareceram em Gema Gema, uma tira de quadrinhos na mesma revista, desenhada pelo artista de doujin Koge-Donbo. Dejiko foi mais tarde adotada como mascote da Gamers. Outros personagens gradualmente foram aparecendo em Gema Gema, e foram mais tarde incluidos na série de anime.

## Personagens
A maioria dos personagens de Di Gi Charat estrearam originalmente no yonkoma Gema Gema, e mais tarde apareceram no anime. Ao longo de todo o anime, cada personagem termina sua frase com um sufixo que soa felino. Os quatro DVDs da série Panyo Panyo Di Gi Charat são nomeados de acordo com cada um dos sons das quatro meninas-gato.

### Personagens principais
- Di Gi Charat (abreviada como Dejiko), também conhecida como Chocola. Menina-gato e princesa do Planeta Di.Gi.Charat, Dejiko tem dez anos de idade quando chega à Terra com esperanças de se tornar uma cantora famosa. Dublada por Asami Sanada, ela termina todas as suas frases com nyo.
- Petit Charat (abreviada como Puchiko), também conhecido como Capuccino. Ela faz dupla com Dejiko, tem cinco anos de idade e também é uma menina-gato. Sua relação com Dejiko não é explicada na série original, mas segundo a Gema ela também é uma princesa no Filme Di Gi Charat e vive com Dejiko no castelo em Panyo Panyo Di Gi Charat. Entretanto, de acordo com Di.Gi.Charat Complete 2002, Dejiko a salvou retirando-a de um buraco, então Puchiko segue Dejiko como agradecimento. Dublada por Miyuki Sawashiro, ela termina suas frases com nyu.
- Rabi-en-Rose (nome real Hikaru Usada), a rival de Dejiko. Seu nome é um trocadilho do nome da canota pop Hikaru Utada. Dublada por Kyoko Hikami, ela termina suas frases com um som de coelho (tipicamente pyo, nos animes). No anime original, ela é vista como uma garota normal que usa dados para se transformar em uma menina-coelho, usando um vestido rosa, branco e vermelho, orelhas brancas e uma grande cauda redonda.
- Gema, o guardião de Dejiko e Puchiko. Essencialmente um balão amarelo, o criador Koge Donbo uma vez disse brincando que Gema era o melhor personagem, porque qualquer um podia desenhá-lo. Ele termina suas frases com gema.

### Gangue Gema-Gema Negra
- Piyoko (também conhecido como Pyocola Analogue III). Com oito anos de idade, Piyoko é o líder da Gema Gema Dan Negra. Dublado pelo prolífico seiyuu Megumi Hayashibara.
- Rik Heisenburg
- Ky Schweitzer
- Coo Erhard
- Nazo Gema

### Personagens secundários
- Takeshi, um dos dois fãs de Dejiko.
- Yoshimi, Amigo de Takeshi e o outro fã de Dejiko.
- Bukimi. Na série original, Dejiko lê errado o kanji dos nomes de Takeshi e Yoshimi, como se fosse "Bukimi" (significa 'cheiro desagradável'/'esquisito') e se refere à dupla coletivamente como "Bukimi" até o fim da série. Logo,'Bukimi' é só um nome para designar  Takeshi e Yoshimi.
- Takurou Minagawa (Minataku, abreviado), um garoto que entra na loja para comprar alguns cartões de troca e se apaixona por Rabi-en-Rose. Ele gosta de meron-pan.
- Takurou Kimura (Murataku), um homem rico de cabelos compridos apaixonado pela graça de Puchiko.
- Abarenbou, uma criatura barulhenta aparentemente feita de água. Suas aparições na série são sempre incrivelmente aleatórias e loucas.
- Rodoyan, um fã americano de Di Gi Charat
- O Gerente, uma pessoa que dirige a Gamers e dá incumbências a Dejiko.
- Hokke Mirin, um gato que está sempre com Puchiko.
- Majin Gappa, uma pequena criatura verde que está sempre com Rabi-en-Rose.
- Criatura Desconhecida, um ursinho amarelo. Seu rosto aparece sempre irritado, chorando, deprimido e rindo ao mesmo tempo. E sempre está dentro de uma caixa. Em um dos lados da caixa, está escrito 'pegue o que quiser'.

## Anime
Embora continuando a aparecer em Gema Gema, uma animação de Dejiko e de seu parceiro Gema estrelaram um comercial de televisão para a Gamers, sob a trilha sonora da música tema da loja "Welcome!", por Hiroko Kato. Dejiko logo protagonizou sua própria série.

### Série original
O anime Di Gi Charat estreou no programa de televisão Wonderful em novembro de 1999. Passando-se em uma loja da Gamers em Akihabara, a série original tinha 16 episódios, cada um com apenas 3 minutos de duração. Leve e com animação relativamente barata, a série acompanha a história de Di Gi Charat (Dejiko), sua nova companheira Petit Charat (Puchiko) e Gema, que chegam a Akihabara e descobrem que não têm dinheiro nem onde ficar. O gerente de uma loja Gamers fica com pena delas, e a série segue suas façanhas enquanto trabalham na loja. A série introduz a rival de Dejiko, Rabi-en-Rose, e os personagens secundários Abarenbou, Takeshi, Yoshimi, Takurou e Takurou. Todos os outros cidadãos de Akihabara, incluindo o gerente, são (inexplicavelmente) desenhados como dedos antropomórficos.

### Especiais
Apesar do pequeno orçamento da série e de seu status como propaganda de uma loja de jogos, Di Gi Charat teve popularidade suficiente para que desse seguimento a vários episódios especiais de maior duração, com cerca de 20 minutos cada. Nos especiais, foram introduzidas a Gangue Gema Gema Negra (Black Gema Gema Dan) e o rival de Dejiko, Pyocolla Analogue III (Piyoko).
- Di Gi Charat Especial de Natal (2000)
- Di Gi Charat Especial de Verão 1-4
- Di Gi Charat Ohanami Special 1-4
- Di Gi Charat Natsuyasumi Special 1-4
- Kuchikara Bazooka
- Piyoko Ni Omakase-Pyo (OAV)

### Filme
O filme Di Gi Charat, de 2001, Gekijouban Di Gi Charat: Hoshi no Tabi (デ・ジ・キャラット]　星の旅) foi exibido no Japão. Ele acompanha as aventuras de Dejiko, Piyoko e Gema quando eles usam a aeronave do primeiro episódio para voltar para o lar de Dejiko, o Planeta Di Gi Charat.

### Di Gi Charat Nyo!
Uma história alternativa à série origina, , Nyo! (デ・ジ・キャラットにょ) foi ao ar de 6 de abril de 2003 até 28 de março de 2004. Havia duas histórias para cada um dos episódios de 42 minutos. É uma série que reconta Di Gi Charat como um anime próprio para crianças, ao invés de ter a aleatoriedade dos episódios promocionais originais. Nyo! incluiu o conceito do telefone enigmático que foi usado várias vezes ao longo da série.

### Panyo Panyo Di Gi Charat
Contando os fatos que prescedem a história original, Panyo panyo (ぱにょぱにょ　デ・ジ・キャラット) foi ao ar de 5 de janeiro de 2002 até 29 de setembro de 2002. Os personagens são desenhados em estilo chibi e se parecem bem mais novos. A princesa Dejiko e Puchiko desejam escapar da vida do castelo para ajudar as pessoas do planeta Di Gi Charat a atingirem felicidade. Pyocola Analogue III e o holograma Deji Devil tentam impedí-las. Nessa série, Dejiko, Puchiko e Gema também conhecem os amigos Meek e Rinna.
Panyo panyo foi arranjado em pequenos episódios de 5 minutos. Isso foi feito para que se parecesse com um mangá clássico de quatro quadros. Panyo panyo, entretanto, não tinha os finais abertos que a série original apresentava.

#### Personagens
- Dejiko - でじこ  (também chamada de Di Gi Charat ) - princesa do planeta Di Gi Charat, deseja que todas as pessoas sejam felizes. Sempre termina suas frases com "nyo".
- Puchiko - ぷちこ (também chamada Petit Charat ) - grande companheira de Dejiko e é muito meiga. Sempre termina suas frases com "nyu".
- Piyoko - ぴよこ  (também chamada Pyocola Analogue III ) - rival excêntrica e estabanada de Dejiko
- MeeK - みけ - uma garota com muita força de vontade, filha de um peixeiro, que termina suas frases com mya
- Rinna - りんな - uma operadora dorminhoca de loja de bolos que termina suas frases com myu
- Deji Devil - デジデビル - um holograma, tenta dizer a Piyoko o que fazer
- Gema - ゲマ - tenta dizer a Dejiko o que fazer, mas acaba sendo atingida pela técnica "Raio dos Olhos". Sempre termina suas frases repetindo seu nome, "Gema".

### Relação de Anime
| Panyo Panyo Di Gi Charat | Panyo Panyo Di Gi Charat | TV          |
| 2002                     | Prequel                  | 48 x 5 mins |
| ------------------------ | ------------------------ | ----------- |

| Di Gi Charat | Di Gi Charat | TV          |
| 1999         | Original     | 16 x 5 mins |
| ------------ | ------------ | ----------- |

| Ohanami/Summer/Xmas | Ohanami/Summer/Xmas | OVA  |  | Gekijouban Di Gi Charat | Gekijouban Di Gi Charat | Movie |  | Piyoko ni omakase pyo! | Piyoko ni omakase pyo! | OVA  |  | Di Gi Charat Nyo! | Di Gi Charat Nyo! | TV   |
| Sequel              | 12 x 20 mins        | 2000 |  | Sequel                  | 20 mins                 | 2001  |  | Sequel                 | 6 x 20 mins            | 2003 |  | Alternate         | 52 x 20 mins      | 2004 |
| ------------------- | ------------------- | ---- |  | ----------------------- | ----------------------- | ----- |  | ---------------------- | ---------------------- | ---- |  | ----------------- | ----------------- | ---- |

## Mangá
Um mangá de Di Gi Charat teve início na mesma época em que o anime.
A Broccoli Books, nos EUA, está atualmente publicando a série Di Gi Charat Theater, que contém vários mangás de Di Gi Charat por Koge Donbo e vários artistas doujin. A tirinha Gema Gema, que ainda é publicada na From Gamers, também aparece nesses volumes.
Mangás de Di Gi Charat que já foram lançados nos EUA:
Broccoli Books
- Di Gi Charat Theater - Dejiko's Summer Vacation
- Di Gi Charat Theater - Piyoko is Number One!
- Di Gi Charat Theater - Dejiko's Adventure
- Di Gi Charat Theater - Leave it to Piyoko (também lançado em DVD pela Synch-Point)

Viz
- Di Gi Charat Anthology v. 1 - 4

A extinta editora de romances Studio Ironcat também publicou uma série de Di Gi Charat - Di Gi Charat Champion Cup.
A a Comic Di Gi, uma revista bimestral publicada pela Broccoli, incluiu uma tira de Di.Gi.Charatchamada GemaGema Theater, por Koge-Donbo.

## Música
Um grande número de álbuns do Di Gi Charat foi lançado, incluindo as trilhas sonoras do anime e coleções das conções originais, cantadas pelos personagens principais. Alguns desses álbuns incluiam histórias que espandiram a trama de Di Gi Charat.

## Jogos

### Di Gi Charat Fantasy
Um jogo intitulado Di Gi Charat Fantasy foi lançado para Dreamcast. É um jogo em estilo romance visual, no qual o jogador assume o papel de um dos fãs de Dejiko e, junto com Dejiko, Puchiko e Rabi-en-Rose, é sugado por um vórtex dimensional para um mundo de fantasia. O jogador se vê sozinho com Dejiko, que perdeu a memória, em uma floresta. Nesse jogo, é apresentada uma versão bem diferente de Dejiko, já que a amnésia a deixa inocente e tímida.

### Di Gi Charat: Di Gi Communication I & II
Di Gi Communication é uma série de jogos para Game Boy Advance. Em 25 de outubro de 2002 o jogo foi lançado pela Broccoli, e sua sequência veio um ano depois. Os jogos são baseados em gerenciamento de dinheiro. Escolhendo qualquer um dos três personagens principais do anime, o jogador assume o papel de gerente de loja, com o objetivo de tocar a loja com o pouco dinheiro disponível. O jogo considera muitos aspectos do anime, incluindo a arte dos personagens e partituras instrumentais das canções populares do anime, compostas por Manabu Namiki para os jogos.
Os dois títulos foram lançados somente no Japão e, até agora, não ganharam versões em inglês.

### Glove on Fight
Dejiko apareceu como um personagem selecionável no jogo de luta 2D Glove on Fight, para PC. O jogo contem vários personagens populares de animes bem conhecidos, como To Heart e Shingetsutan Tsukihime.

## Gamers
Apenas a série original se passa na loja Gamers. Há 20 lojas da rede Gamers no Japão. A Gamers também abriu uma loja nos EUA em 2001, Anime Gamers, localizada em Los Angeles.

## Anime relacionado
Outras séries de anime fizeram referências a Di Gi Charat, notadamente o anime Galaxy Angel, criado pela Broccoli, mas também Aquarian Age e Pita-Ten.

## História
Na temporada "Nyo", Di Gi Charat (conhecida como Dejiko) viaja para a Terra como parte de um treinamento para se tornar uma princesa. Junto com ela viajam Petit Charat (conhecidas como Puchiko) e Gema (um ser redondo e amarelo, que só voa de cabeça para baixo), e chegam em uma pequena cidade do Japão. Lá vão conhecer os irmãos Omocha (que passam a maior parte do tempo pensando em como Puchiko é bonita) e o Sr. e Sra. Ankoro, um casal de idosos que faz doces japoneses.

## Temporadas
No Di Gi Charat, tem  três temporadas:
1. Di Gi Charat;
2. Di Gi Charat Nyo;
3. Di Gi Charat Panyo Panyo.

## Di Gi Charat Panyo Panyo
A princesa Dejiko,do planeta Di Gi Charat, decide sair do castelo para ajudar os povos. No caminho encontra com novas amigas, que é Rinna, dona de uma loja de biscoitos deliciosos, e Mike, uma menina comum e pobre. Puchiko, vira mais amiga de Rinna, porém, Dejiko briga muito com Mike e Gema, causando "pequenas" confusões.

## Dublagem
| Personagem     | Voz original      | Dublador          |
| Gema           | Kamei Yoshiko     | Fátima Noya       |
| DiGi Charat    | Sanada Asami      | Fernanda Bulara   |
| Petit Charat   | Sawashiro, Miyuki | Márcia Regina     |
| Hikaru Usada   | Hikami, Kyouko    | Jussara Marques   |
| Yasushi Omocha | Minami, Omi       | Mauro Eduardo     |
| Kiyoshi Omasha | Nojima, Kenji     | Gabriel Noya      |
| Akari Usada    | Hikami, Kyouko    | Kate Kelly        |
| Coo Erhard     | Saeki, Tomo       | Rodrigo Andreatto |
| Rik Heinsenbeg | Toriumi, Kousuke  | Baroli Hermes     |
| -------------- | ----------------- | ----------------- |

Estúdio: Álamo
Direção: Márcia Regina

## Referencias
1. ↑  «Di Gi Charat». Sentai Filmworks. Consultado em 27 de maio de 2018. Cópia arquivada em 28 de maio de 2018
2. ↑  «Watch Koge Donbo* Draw Cute Art to Celebrate Di Gi Charat's 20th Anniversary». Anime News Network (em inglês). 19 de novembro de 2024. Consultado em 19 de novembro de 2024
3. ↑  «Di Gi Charat Information». web.archive.org (em inglês). 29 de setembro de 2007. Consultado em 19 de novembro de 2024